# Boris Chajkin
Boris Emmanuiłowicz Chajkin, ros. Борис Эммануилович Хайкин (ur. 13 października?/26 października 1904 w Mińsku, zm. 10 maja 1978 w Moskwie) – rosyjski dyrygent.

## Życiorys
Studiował w Konserwatorium Moskiewskim u Aleksandra Goedickego, Konstantina Saradżewa i Nikołaja Malko. W latach 1928–1935 był dyrygentem Moskiewskiego Akademickiego Teatru Muzycznego imienia Stanisławskiego i Niemirowicza-Danczenki. W kolejnych latach działał w Leningradzie jako dyrygent Małego Teatru Operowego (1936–1943) i Teatru Opery i Baletu im. Kirowa (1943–1953). Od 1954 do 1978 roku był dyrygentem moskiewskiego Teatru Bolszoj. Wykładał w Konserwatorium Leningradzkim (od 1935) i w Konserwatorium Moskiewskim (od 1954). Poprowadził prapremierowe wykonania m.in. Zaręczyn w klasztorze i Opowieści o prawdziwym człowieku Siergieja Prokofjewa. Do jego uczniów należał Kiriłł Kondraszyn.
Otrzymał tytuł Ludowego Artysty ZSRR (1972).